# 士兵与水手纪念拱门

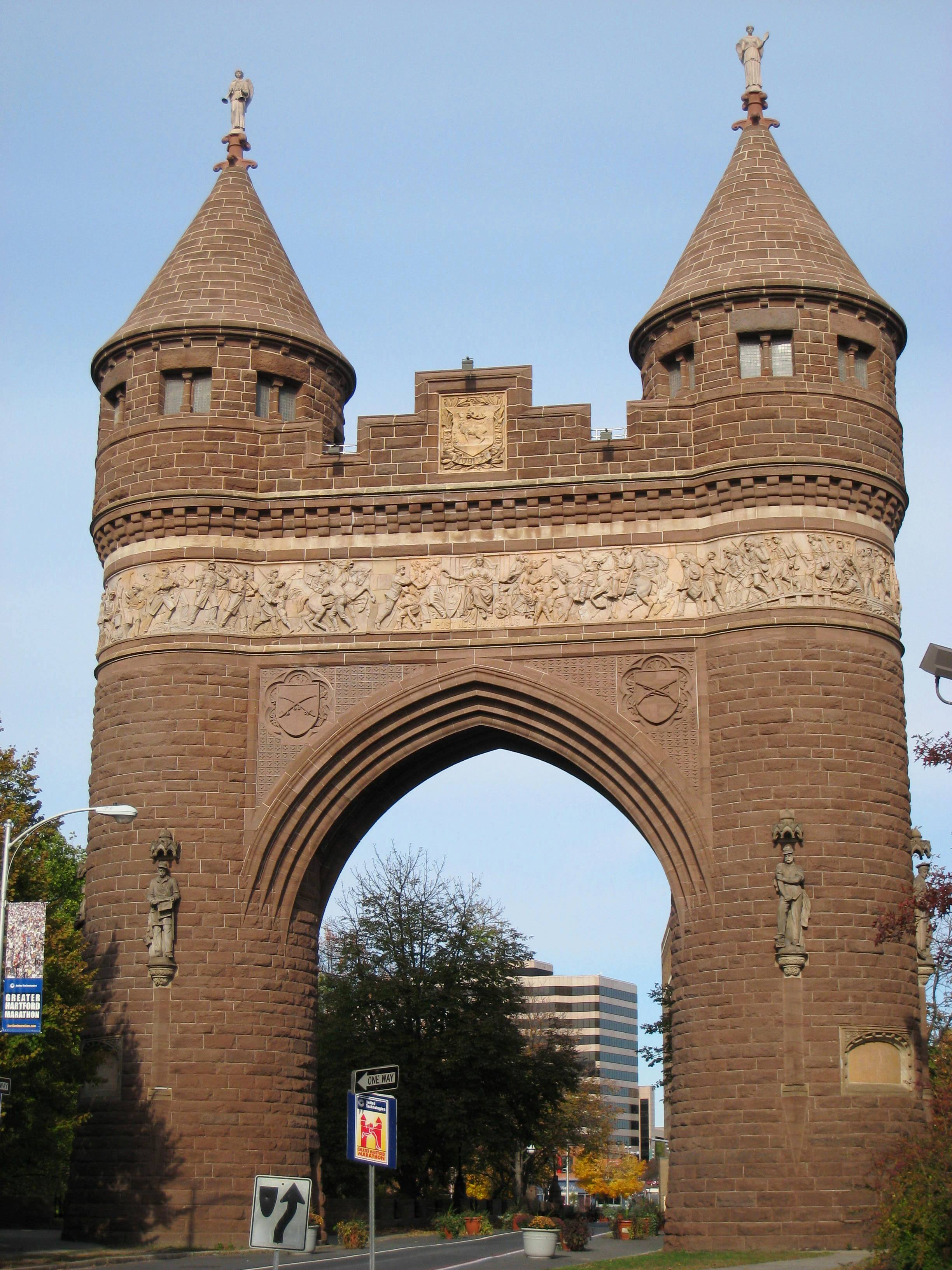
士兵与水手纪念拱门

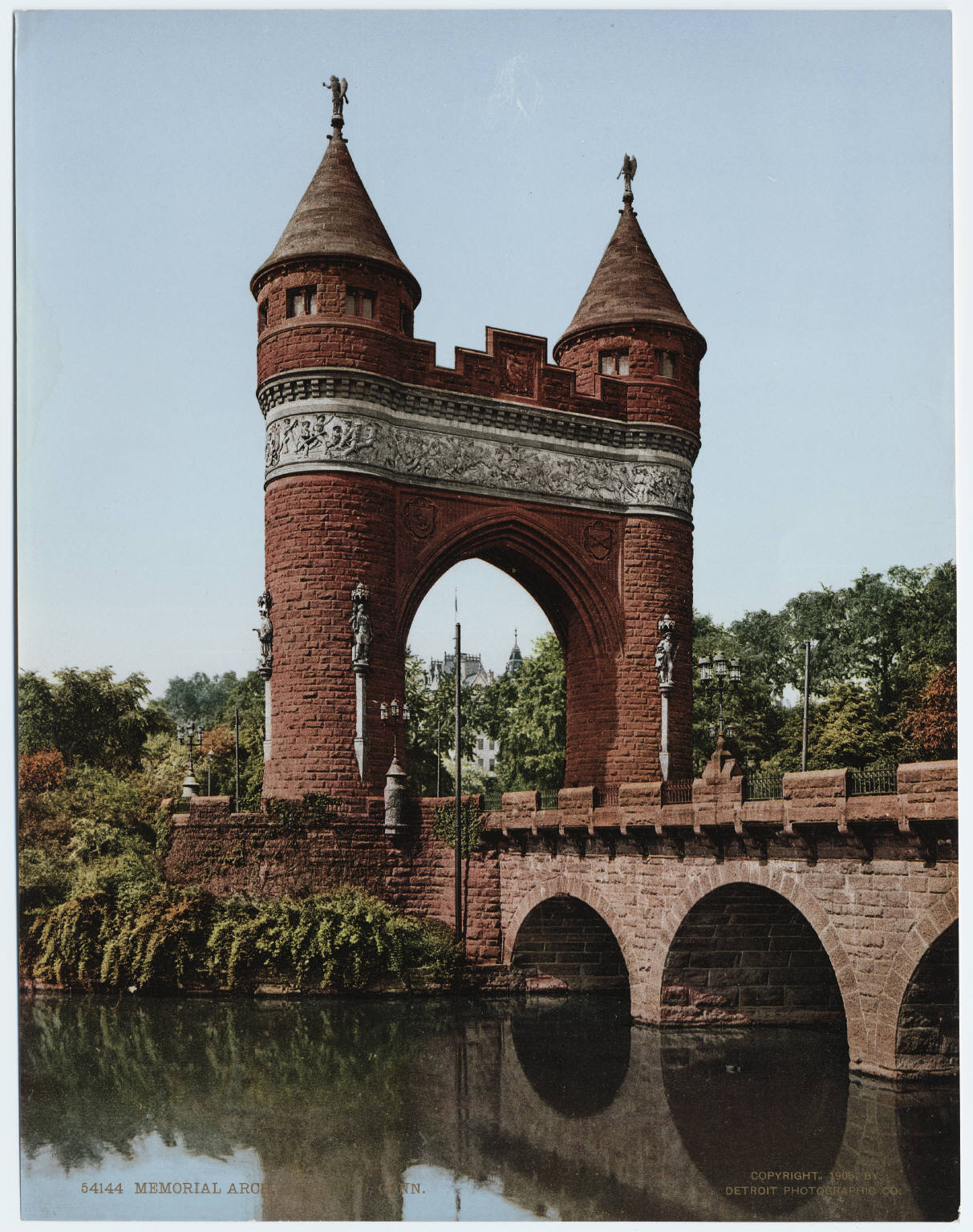

士兵与水手纪念拱门（英文：Soldiers and Sailors Memorial Arch）是一座美国内战纪念碑，位于康乃狄克州哈特福德。这是美国第一座永久的凯旋门，用来纪念4000名服役参战，和400名为联邦而死的哈特福德公民。
1879年10月21日，为建造拱门成立了一个委员会，1881年举行设计竞赛，建筑师乔治·凯勒胜出。1886年9月17日揭幕。雕像完成于1894年，作者是出生于瑞士的雕塑家阿尔伯特Entress。总成本约60,000美元。

## 建筑
拱门用波特兰石建造，哥特式风格，包括两个中世纪塔楼，由古典横饰带连接。北饰带是塞缪尔·詹姆斯·基特森的作品，讲述战争的故事，右边描绘尤利西斯·辛普森·格兰特将军检阅他的部队，左边，海军陆战队员从船上跳下。南饰带是卡斯帕Buberl的作品，讲述和平的故事，中央的女性人物，代表哈特福德市，周围环绕着她的市民欢迎士兵们回家。
拱肩有4个军种的标志：海军的锚，炮兵的大炮，骑兵的军刀，以及步兵的步枪。6个雕塑人物，每个高8英尺 - 农民，铁匠，石匠，学生，木匠，和打破束缚的锁链的非洲裔男性。每座塔的顶部是一个青铜天使，一个吹号，另一个敲钹。建筑师Keller和他的妻子玛丽的骨灰安葬在塔内。

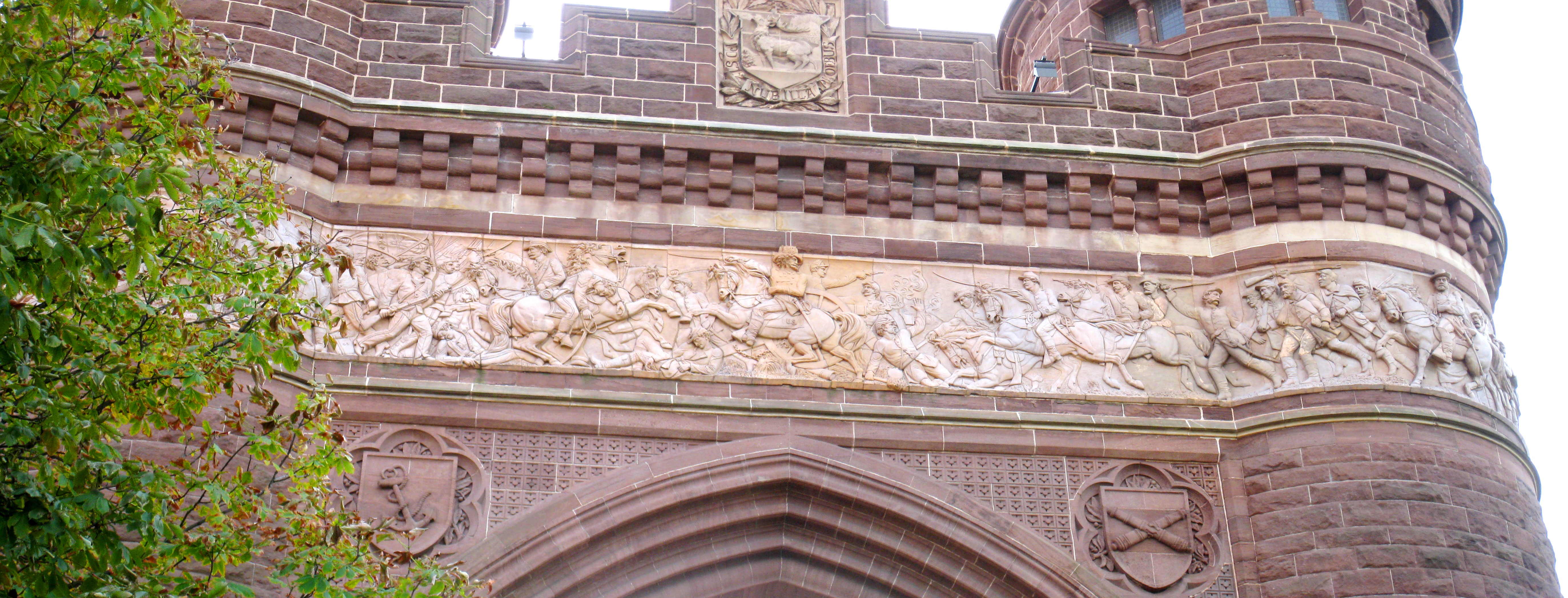
北饰带
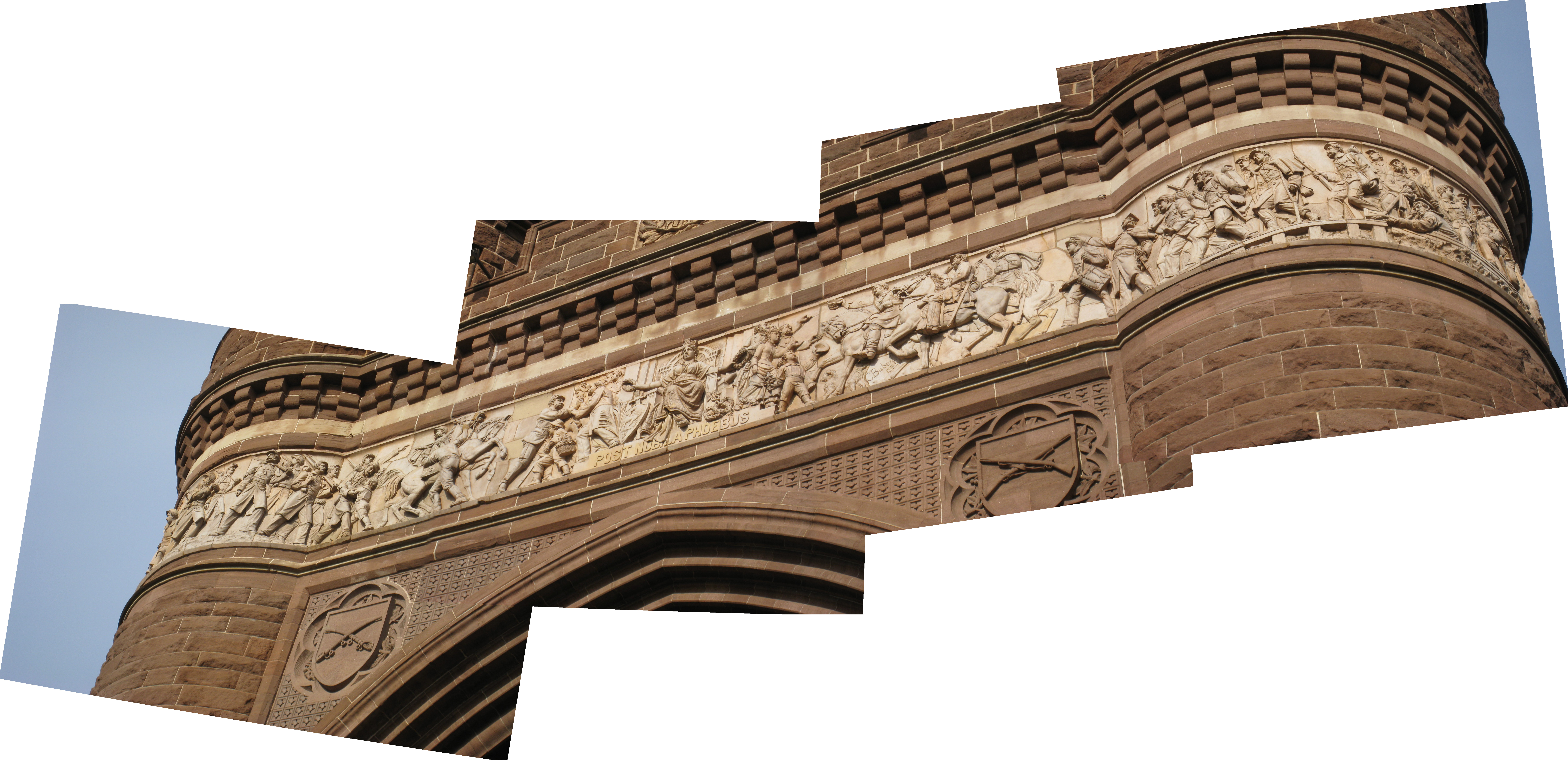
南饰带
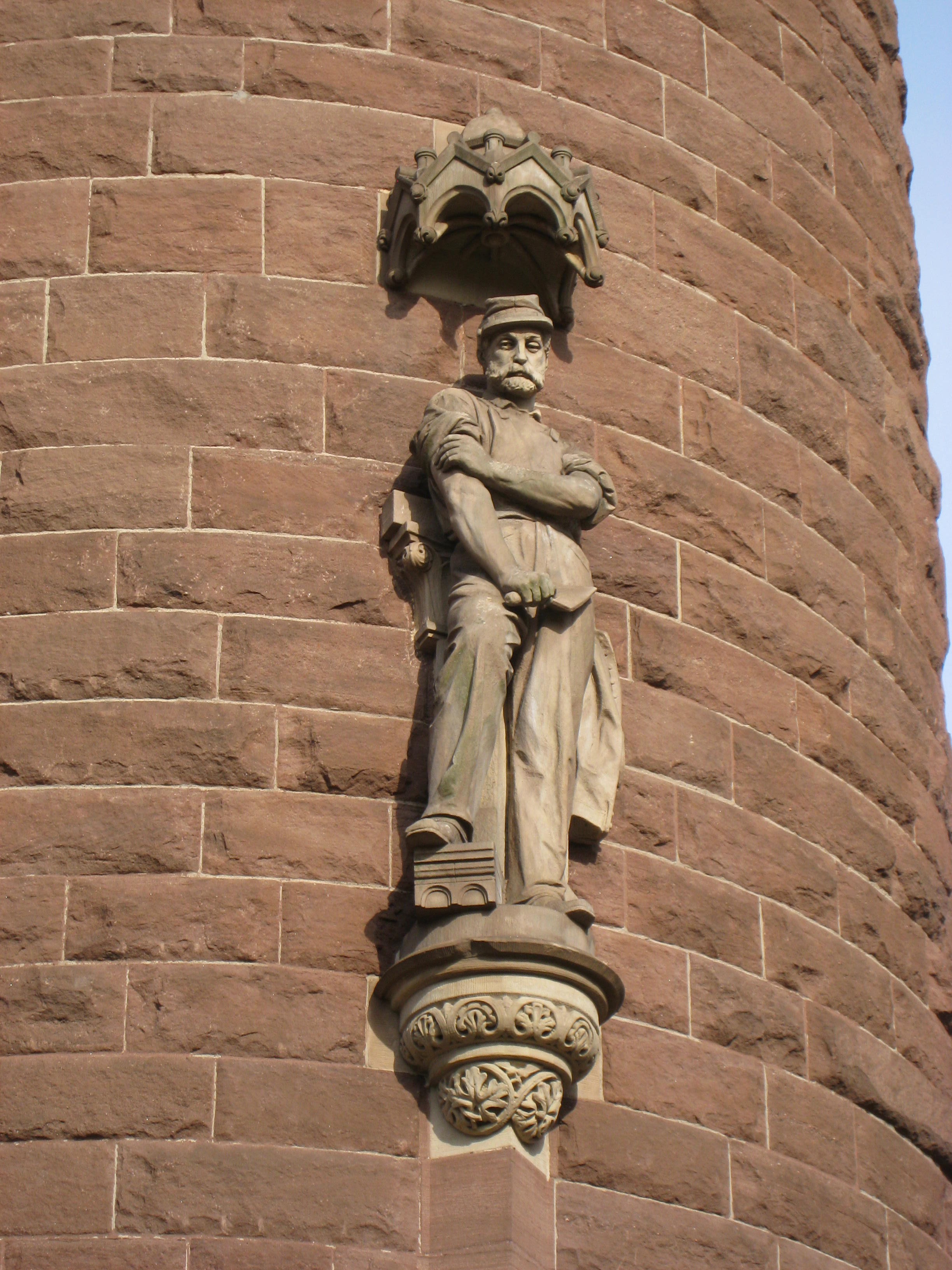
石匠
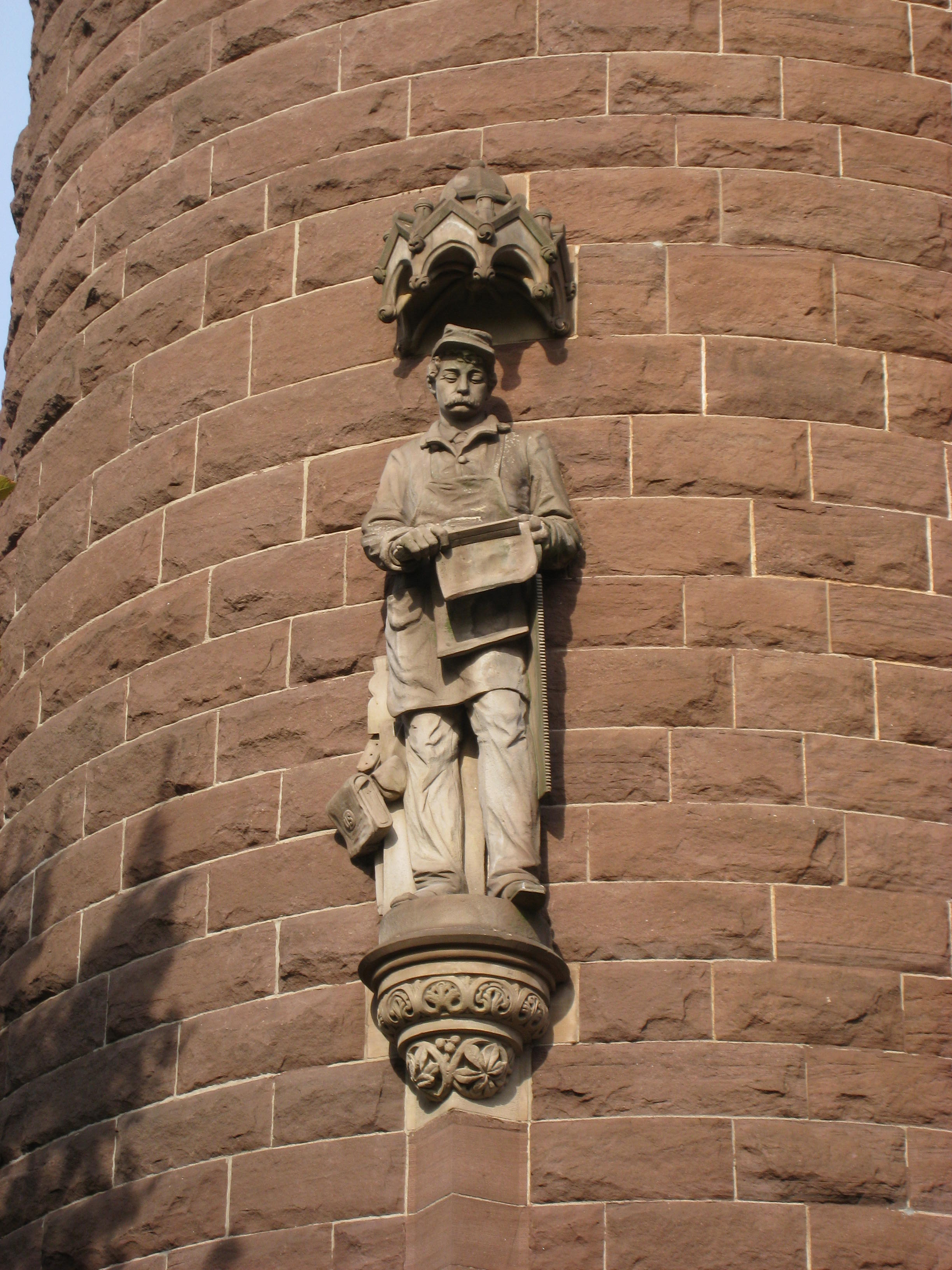
木匠

东南塔上题字： 
纪念
从军的
哈特福德人
纪念那些倒下的
在陆地和海洋
在战争中为联邦
饮水思源的乡亲
竖立这座纪念碑
西南片题字：
在内战期间
1861年至1865年
超过4000哈特福德人
在国家事业中拿起武器
其中近400人
死于军中
1885年立
GEORGE KELLER，建筑师
CASPER BUBERL & SAMUEL基特森雕塑家
波士顿
TERRA COTTA公司
- 北饰带
- 南饰带
- 石匠
- 木匠